# Kühns Loch
Kühns Loch oder auch Kühnes Loch ist eine seenartige Erweiterung eines Altarms der Elbe in der Gemeinde Elbe-Parey nahe dem Ort Parey in Sachsen-Anhalt.

## Beschreibung
Das Gewässer Kühns Loch ist eine Landeswasserstraße und touristisch erschlossen. Es ist ein weitgehend naturnahes Standgewässer, dessen Ursprung auf Kiesabbau, Melioration und Stromverlagerungen in früheren Jahrhunderten zurückgeht. In ihm kommen Arten wie Teichralle, Blässhuhn, verschiedene Enten- und Gänsearten, Rohrsänger, Eisvogel, verschiedene Amphibien und Ringelnatter vor. Das Gebiet wird als ein Nahrungsbiotop für See- und Fischadler beschrieben. Geschützte Biotope finden sich im Bereich von Kühns Loch/Herrenseegraben. Dies sind einzelne kleinere Röhrichtbereiche, einzelne naturnahe Uferabschnitte, einzelne Hecken und Feldgehölze im Umfeld.
Kühns Loch ist ein stark eutrophiertes, flaches Nebengewässer des Pareyer Verbindungskanals. Es herrschen Sauerstoffmangelsituationen in den Sommermonaten und eine hohe Nährstoffkonzentrationen, woraus sich eine eher artenarme aquatische Lebensgemeinschaft eutropher Stillgewässer ergibt.
Die Uferbereiche sind seit längerer Zeit bebaut. So finden sich Wochenendhäuser, Stege, Wege und Angelstellen. Weiterhin existiert anliegend eine Hotelanlage.